# Udasipur
Udasipur (en népalais : उदासीपुर) est un comité de développement villageois du Népal situé dans le district de Kailali. Au recensement de 2011, il comptait 9 304 habitants.